# CJ・スタンダー
CJ・スタンダー（CJ Stander、1990年4月5日 - ）は、アイルランドの元ラグビーユニオン選手。

## プロフィール
- 南アフリカ・ジョージ出身。
- ポジションはフランカー(FL)、ナンバーエイト(No.8)。
- 身長 185cm、体重 114kg
- U20南アフリカ代表に選ばれたことがある[1]。
- アイルランド代表通算キャップ数は46でワールドカップ2019のアイルランド代表に選ばれた[2]。
- ブリティッシュ・アンド・アイリッシュ・ライオンズに選ばれたことがある[3]。

## 略歴
ブルー・ブルズ、ブルズを経て、2012年、マンスターに加入。 
2021年、現役を引退した。 